# Karamjit Anmol
Karamjit Anmol es comediante, cantante y actor indio. Ha trabajado en varias películas de gran éxito, sobre todo en  Jatt & Juliet, Disco Singh y entre otros. También ha actuado en la comedia 'Just Laugh Baki Maaf and Naughty Baba In Town', que se celebra en países anglosajones como Canadá, Estados Unidos, Nueva Zelanda y Australia.

## Discografía

### Bandas sonoras de películas
| Año  | Título                   | Notas         |
| ---- | ------------------------ | ------------- |
| 2013 | Jatt Boys Putt Jattan De | Yaara Ve Yara |

## Filmografía
| Año  | Película                          | Personaje     | Notas                                                  |
| ---- | --------------------------------- | ------------- | ------------------------------------------------------ |
| 2011 | Jihne Mera Dil Luteya             | Karma         |                                                        |
| 2012 | Jatt & Juliet                     | Natha Vichola |                                                        |
| 2012 | Carry On Jatta                    | Tajji veer    |                                                        |
| 2012 | Sirphire                          | kaala         |                                                        |
| 2013 | Jatt Airways                      | Mika Badmaash |                                                        |
| 2013 | Daddy Cool Munde Fool             | Golu          |                                                        |
| 2013 | Lucky Di Unlucky Story            | Bunty         |                                                        |
| 2013 | Best of Luck                      | Servant Ballu |                                                        |
| 2013 | Bhaji in Problem                  | Maninder      |                                                        |
| 2014 | Disco Singh                       | Baai          | Nominated - PTC Punjabi Film Award for Best Comic Role |
| 2014 | Jatt James Bond                   | Sucha Singh   | With Gippy Grewal                                      |
| 2014 | Double Di Trouble                 | Jain Saab     | With Dharmendra                                        |
| 2014 | Goreya Nu Daffa Karo              | Kala's uncle  | With Amrinder Gill                                     |
| 2015 | Oh Yaara Ainvayi Ainvayi Lut Gaya | Lawyer        |                                                        |
| 2015 | Second Hand Husband               | Constable     |                                                        |
| 2016 | Channo Kamli Yaar Di              | Jailli        | With Binnu Dhillon                                     |
| 2016 | Ardaas                            | Shambhu Nath  |                                                        |
| 2016 | Ambarsariya                       | Dhaba Malak   | Estrenado el 25 de marzo de 2016                       |
| 2016 | Vaisakhi List                     | TBA           | Estrenado el 22 de abril de 2016                       |
| 2016 | Bambukat                          | TBA           | Estrenado el 29 de julio de 2016                       |
| 2016 | Teshan                            | TBA           | Estrenado el 23 de septiembre de 2016                  |
| 2016 | Main Teri Tu Mera                 | TBA           | Estrenado el 19 de agosto de 2016                      |